# 丸山貴史
丸山 貴史（まるやま たかし、1986年6月28日 - ）は、愛知県出身の元プロ野球選手（投手）。

## 来歴・人物

### プロ入り前
愛工大名電高では切れのある速球と、スライダー、カーブを武器に、2003年春・夏、2004年春と3期連続して甲子園出場。
2003年、第75回選抜高等学校野球大会では、2回戦対国士舘戦1点リードの5回表から登板。打者20人を被安打3の無失点に抑え甲子園初勝利。続く対近江戦は3点ビハインドの2回裏に登板。立ち上がりに1失点したものの、その後3回から7回までは無失点に抑えた。試合は堂上剛裕の不振もあって0-4で敗退。夏の第85回全国高等学校野球選手権大会では2回戦対鳥栖商業で先発登板。途中堂上剛裕のリリーフを仰ぎながらも、8回を2失点に抑えたが、春に続き甲子園では打線の援護無く1-2で敗退。秋は明治神宮野球大会に出場し、大阪桐蔭を破って優勝。翌春の選抜大会出場を決めたが、12月に右足を故障。
2004年、第76回選抜高等学校野球大会に出場。1回戦の対立命館宇治戦では先発登板し、9回を9奪三振自責0、失策絡みの4失点で完投し、5-4で勝利。2回戦の対岡山城東戦は9回2失点。準々決勝の対秋田商業戦を佐藤剛士と投げ合い、9回1失点15奪三振。準決勝対社高戦も、大前佑輔との投げ合いを制して9回2失点と、4連続完投勝利。決勝の対済美高校戦は初めて先発を回避し、3番手として登板。自ら2点適時打を放ち打撃での活躍を見せたが、鵜久森淳志、高橋勇丞、福井優也らを擁した済美に5-6で敗れ準優勝。4期連続出場に注目が集まった夏の県大会の準決勝で、後に甲子園でベスト8まで進んだ中京大中京に敗れる。ドラフト会議でヤクルトスワローズから6巡目で指名され入団。

### プロ入り後
2005年、キャンプ・開幕は二軍スタート。二軍では主に先発として16試合で3勝4敗防御率3.50と好投を見せた。そのことが評価され、10月2日に初めて一軍昇格。その日の対阪神戦、9回表7点ビハインドの場面で3番手でプロ初登板。1回を2三振を含む三者凡退に抑えた。10月7日対広島戦でプロ入り初の先発登板し、5回1/3を4失点に抑えた。
2006年、前年に続き開幕は二軍で迎えたが、二軍では最多勝争いに加わる好成績をあげた。6月に一軍昇格し、6月14日対日ハム戦で先発登板しプロ初勝利。以降2試合も先発したが、結果を残すことが出来ずに中継ぎに回った。8月には2度の二軍降格も経験し、一軍定着はならなかった。イースタン・リーグでは最終的に5勝4敗、防御率4.62。オフにはハワイ・ウィンターリーグに派遣され、防御率リーグ1位の1.32と好結果を残した。
2007年、一度も一軍に昇格しなかった。イースタンでは61回を投げ2勝5敗、防御率2.95。オフには前年に続いてウィンターリーグ派遣が決まったが、渡米後に怪我をし登板することなく帰国。
2008年、イースタンでは中継ぎとして6月半ばまで防御率0点台をキープする好投。6月21日に約1年10ヶ月ぶりに一軍に昇格。
2009年、プロ入り後初めて開幕を一軍で迎えた。左のワンポイントとして起用されていたが制球が定まらず、5月9日の広島東洋カープ戦では1回を無安打3四球無失点と荒れて、5月13日に二軍降格。6月に一軍に再昇格したが、6月14日のオリックス・バファローズ戦で12点リードの7回2死1塁の場面で登板し、打者3人に14球を投げてストライクわずか2球、3連続四球を与え1死も取れず降板。翌日に二軍降格。その後も7月8日の二軍・楽天戦でも3連続四球で降板するなど制球難は改善されず、10月1日に戦力外通告を受けた。球団から打診を受けた育成枠での再契約を断り、12球団合同トライアウトに参加したが、獲得するプロ球団はなかった。
2010年からは社会人野球の西濃運輸に入部。翌2011年オフに引退、現在は名古屋市港区にある屋内野球練習場、名港スポーツセンター『練成館』にてピッチングコーチを担当している。

## 詳細情報

### 年度別投手成績
| 年 度     | 球 団     | 登 板 | 先 発 | 完 投 | 完 封 | 無 四 球 | 勝 利 | 敗 戦 | セ 丨 ブ | ホ 丨 ル ド | 勝 率 | 打 者 | 投 球 回 | 被 安 打 | 被 本 塁 打 | 与 四 球 | 敬 遠 | 与 死 球 | 奪 三 振 | 暴 投 | ボ 丨 ク | 失 点 | 自 責 点 | 防 御 率 | W H I P |
| --------- | --------- | ----- | ----- | ----- | ----- | -------- | ----- | ----- | -------- | ----------- | ----- | ----- | -------- | -------- | ----------- | -------- | ----- | -------- | -------- | ----- | -------- | ----- | -------- | -------- | ------- |
| 2005      | ヤクルト  | 2     | 1     | 0     | 0     | 0        | 0     | 0     | 0        | 0           | ----  | 25    | 6.1      | 4        | 2           | 0        | 0     | 2        | 6        | 0     | 0        | 4     | 4        | 5.68     | 0.63    |
| 2006      | ヤクルト  | 11    | 3     | 0     | 0     | 0        | 1     | 2     | 0        | 2           | .333  | 104   | 23.2     | 18       | 5           | 12       | 0     | 3        | 20       | 2     | 1        | 15    | 15       | 5.70     | 1.27    |
| 2008      | ヤクルト  | 7     | 0     | 0     | 0     | 0        | 0     | 0     | 0        | 0           | ----  | 21    | 5.1      | 5        | 0           | 2        | 0     | 0        | 4        | 0     | 0        | 2     | 2        | 3.38     | 1.31    |
| 2009      | ヤクルト  | 9     | 0     | 0     | 0     | 0        | 0     | 0     | 0        | 2           | ----  | 36    | 7.2      | 6        | 1           | 8        | 0     | 0        | 6        | 0     | 0        | 6     | 6        | 7.04     | 1.83    |
| 通算：4年 | 通算：4年 | 29    | 4     | 0     | 0     | 0        | 1     | 2     | 0        | 4           | .333  | 186   | 43.0     | 33       | 8           | 22       | 0     | 5        | 36       | 2     | 1        | 27    | 27       | 5.65     | 1.28    |

### 記録
- 初登板：2005年10月2日、対阪神タイガース22回戦（明治神宮野球場）、9回表に3番手で救援登板・完了、1回無失点
- 初奪三振：同上、9回表に藤本敦士から空振り三振
- 初先発：2005年10月7日、対広島東洋カープ22回戦（明治神宮野球場）、5回1/3を4失点
- 初勝利・初先発勝利：2006年6月14日、対北海道日本ハムファイターズ5回戦（明治神宮野球場）、5回1/3を3失点
- 初ホールド：2006年7月14日、対読売ジャイアンツ9回戦（明治神宮野球場）、7回表に2番手で救援登板、1/3回無失点

### 背番号
- 57 （2005年 - 2009年）